# HD 33872
HD 33872，又名CD-37 2071，SAO 195639、HR 1699，是一颗恒星，视星等为6.57，位于銀經241.22，銀緯-35.12，其B1900.0坐标为赤經5h 8m 8.5s，赤緯-37° -35.12′ 58″。